# Kilian Albrecht
Pour les articles homonymes, voir Albrecht.
Kilian Albrecht est un skieur alpin bulgare, né autrichien le 13 avril 1973 à Au (Autriche). Sa discipline de prédilection est le slalom.

## Biographie
Il dispose d'un diplôme de moniteur de ski et fut pendant de nombreuses années un des meilleurs skieurs d'Autriche. 
En 1992, pour ses débuts internationaux, il prend la médaille de bronze aux Championnats du monde junior sur le slalom.
Il remporte, en 1999, le slalom de l'Universiade à Jasná.
En décembre 2000, il monte sur son premier podium dans la Coupe du monde en terminant deuxième du slalom de Sestrières, derrière Hans-Petter Burås. En janvier 2002, il accroche son deuxième et ultime podium en se classant deuxième du slalom de Kitzbühel, placé entre Rainer Schönfelder et Bode Miller.
Il a participé aux Jeux olympiques 2002 à Salt Lake (États-Unis) où il terminé 4e du slalom à 4 centième du bronze et de Benjamin Raich.
Le 12 décembre 2006, écarté de la Wunderteam pour des résultats insuffisants, il prend la nationalité bulgare, après avoir tenté de prendre la nationalité émirienne.
Sous ses nouvelles couleurs, il prend part enfin aux Championnats du monde, disputant les éditions 2007, 2009 et 2011, pour obtenir comme meilleur résultat une treizième place en slalom en 2007 à Åre.

## Palmarès

### Jeux olympiques d'hiver
| Épreuve / Édition | Salt Lake City 2002 | Vancouver 2010 |
| Slalom            | 4e                  | 20e            |
| Combiné           | 11e                 |                |

### Championnats du monde
| Épreuve / Édition | Åre 2007 | Val d'Isère 2009 | Garmisch-Partenkirchen 2011 |
| Slalom géant      | Abandon  |                  |                             |
| Slalom            | 13e      | Abandon          | 26e                         |

### Coupe du monde
- Meilleur classement général : 30e en 2001.
- 2 podiums : 2 deuxièmes places (en slalom).

#### Classements détaillés
| Saison/Classement | Général | Super G | Slalom géant | Slalom |
| Saison/Classement | Class.  | Class.  | Class.       | Class. |
| ----------------- | ------- | ------- | ------------ | ------ |
| 1996              | 83e     | 36e     | 35e          | 54e    |
| 1997              | 126e    | -       | -            | 54e    |
| 1998              | 82e     | -       | -            | 31e    |
| 1999              | 89e     | -       | -            | 35e    |
| 2000              | 42e     | -       | -            | 14e    |
| 2001              | 30e     | -       | -            | 8e     |
| 2002              | 38e     | -       | -            | 10e    |
| 2003              | 46e     | -       | -            | 13e    |
| 2004              | 48e     | -       | -            | 17e    |
| 2005              | 78e     | -       | -            | 29e    |
| 2006              | 107e    | -       | -            | 45e    |
| 2008              | 113e    | -       | -            | 47e    |
| 2009              | 99e     | -       | -            | 33e    |
| 2010              | 129e    | -       | -            | 51e    |

### Championnat du monde junior
- Championnats du monde juniors 1992 à Maribor (Slovénie)
  -  Médaille de bronze en slalom.

### Coupe d'Europe
- 3e du classement général en 1995 et 1996.
- 19 podiums, dont 4 victoires.

### Championnats de Bulgarie
- Champion du slalom en 2007 et 2008.